# Rudolf Becker (Unternehmer)
Rudolf Becker (* 11. Juni 1937 in Worms; † 15. August 2022 in Darmstadt) war Unternehmensleiter der Firma Cosmos sowie Inhaber der Flugzeuggaststätte in Darmstadt.

## Werdegang
Der als zweites von vier Kindern eines im landwirtschaftlichen Bereich tätigen Ehepaars geborene Rudolf Becker legte 1956 in der Handwerkskammer Mainz seine Gesellenprüfung als KfZ-Schlosser ab. Nach jeweils einem Jahr Opelwerk in Rüsselsheim, bei der MAN Gustavsburg in der Abteilung Personenaufzüge und bei einem Automobilhersteller in Bremen, ließ sich Becker in Alzey zum Automobilverkäufer umschulen.

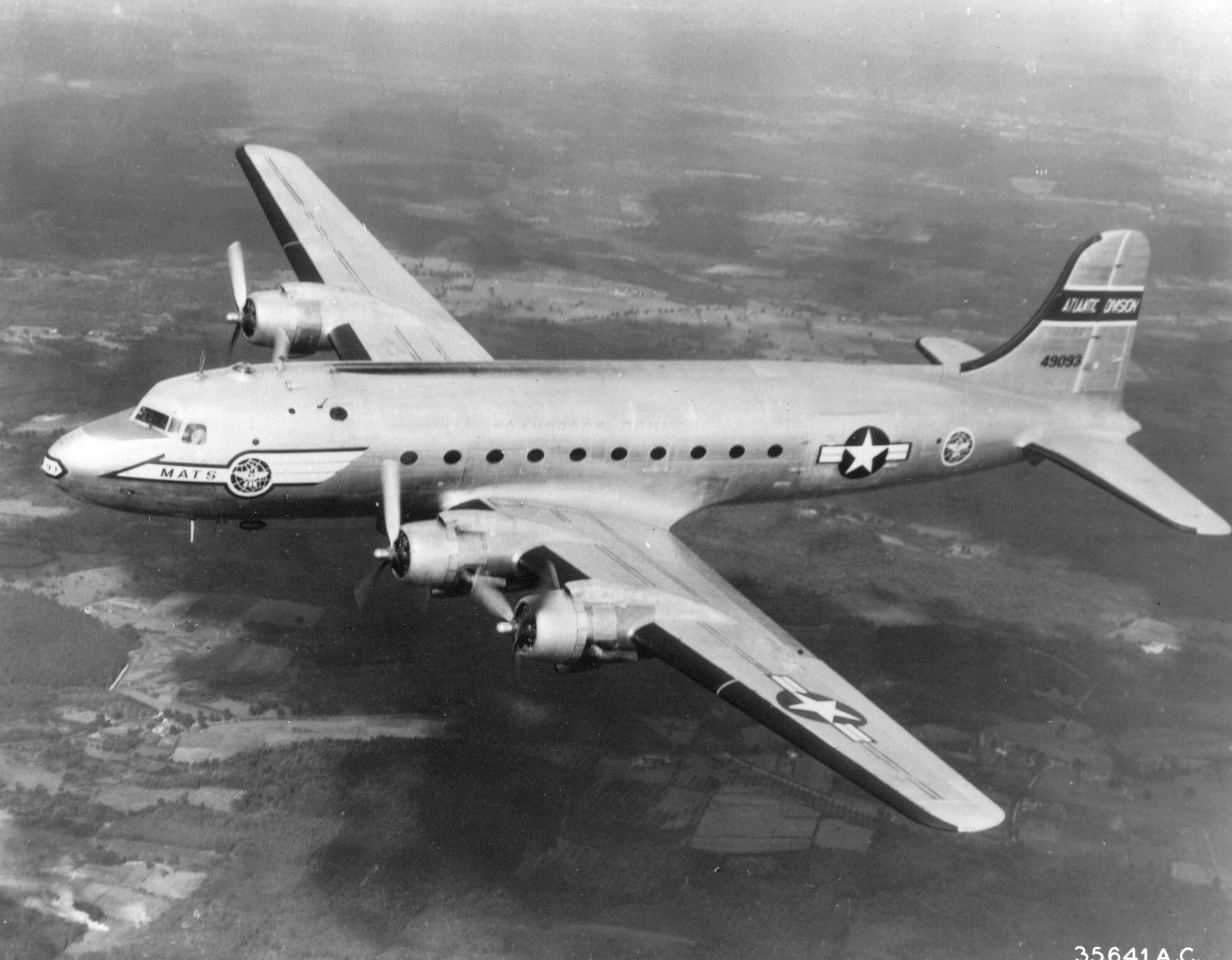
Douglas DC-4

Erste Schlagzeilen machte der in Freimersheim (Rheinhessen) aufgewachsene Becker, als er 1969 das ausgemusterte Flugzeug Douglas DC-4 für 38.000 DM erwarb. Sein ehrgeiziges Vorhaben war es, eine Gaststätte in diesem Propellerflugzeug zu eröffnen, sodass es Pfingsten 1970 erstmals zur Niederlegung kam, jedoch versuchte dies Becker auf eigene Faust, weshalb er von Ingenieuren und Verantwortlichen ausgelacht und gewarnt wurde, da diese Aktion Werftarbeit sei und Becker früher oder später von dem alten Stahlkoloss erschlagen werden sollte. Dennoch schaffte es Becker innerhalb eines Jahres, den Flieger auf- und abzubauen. Anschließend stand der Transport zum Parkplatz in Darmstadt auf der Eschollbrücker Straße an, doch eine Brücke war zu niedrig, als dass die DC-4 mit Tieflader die Bundesautobahn 5 passieren konnte. Becker nahm Kontakt zur US-amerikanischen Armee auf, dass diese mit ihren Hubschraubern das Flugzeug über die Brücke heben sollten. Dies war auch durchführbar, jedoch hätte dies Schaden bei den Häusern der Umgebung zur Folge: Die Propeller der Hubschrauber hätten die in der Nähe liegenden Ziegelsteine weggepustet. So musste Becker mit Hilfe der US Army die DC-4 über die Dörfer auf den Parkplatz in Darmstadt transportieren, sodass die Flugzeuggaststätte 1972 ihre Pforten öffnen konnte.
Das Geschäft boomte, die Idee, eine Gaststätte in einem Flugzeug zu eröffnen, galt als innovativ. Im Laufe der Zeit wurden sogar Modenschauen im Flieger abgehalten. Da der Supermarkt Mehrwert, auf dessen Parkplatz das Flugzeugcafé stand, zu Wertkauf überging, musste die DC-4 mitsamt Restaurant an die Darmstädter Rheinstraße transportiert werden. Nach zwei Jahren musste ein erneuter Standort gesucht werden, sodass Becker das Flugzeug erneut ab- und in Lampertheim aufbaute, doch Behörden und Ämter machten Becker einen Strich durch die Rechnung, als man plante, an just diesem Standort eine SB-Tankstelle zu errichten. So blieb Becker letzten Endes nur die Verschrottung der DC-4 und damit das Ende der berühmten Flugzeuggaststätte, Mitte der 1970er Jahre.
Bereits 1973 wurde Becker auf die Brandschutz-Branche aufmerksam. Nach Schulungen bei der Total in Ladenburg avancierte Becker zum Sachkundigen schaffte es im Laufe der Jahre, Unternehmensleiter der Firma Cosmos in Darmstadt zu werden. Nachdem der Konzern 1998 verkauft worden war, führte Becker im Anschluss einen kleinen Betrieb in der Branche der Brandschutztechnik in eigener Regie.
| Personendaten    | Personendaten                                                               |
| ---------------- | --------------------------------------------------------------------------- |
| NAME             | Becker, Rudolf                                                              |
| ALTERNATIVNAMEN  | Rudi                                                                        |
| KURZBESCHREIBUNG | deutscher Unternehmensleiter und Inhaber der Darmstädter Flugzeuggaststätte |
| GEBURTSDATUM     | 11. Juni 1937                                                               |
| GEBURTSORT       | Worms                                                                       |
| STERBEDATUM      | 15. August 2022                                                             |
| STERBEORT        | Darmstadt                                                                   |